# Борошув
Борошув (пол. Boroszów) — село в Польщі, у гміні Олесно Олеського повіту Опольського воєводства.
Населення — 263 особи (2011).

## Демографія
Демографічна структура станом на 31 березня 2011 року:
|          | Загалом | Допрацездатний вік | Працездатний вік | Постпрацездатний вік |
| -------- | ------- | ------------------ | ---------------- | -------------------- |
| Чоловіки | 119     | 25                 | 85               | 9                    |
| Жінки    | 144     | 33                 | 89               | 22                   |
| Разом    | 263     | 58                 | 174              | 31                   |